# Euonymus bullatus
Euonymus bullatus là một loài thực vật có hoa trong họ Dây gối. Loài này được Wall. ex Lodd mô tả khoa học đầu tiên năm 1831.